# Asienspiele 2002/Badminton
Badminton wurde bei den Asienspielen 2002 in Busan, Südkorea ausgetragen. Für großes Aufsehen sorgten dabei in den Team-, Doppel- und Einzelendspielen die Entscheidungen der koreanischen Linienrichter, welche ihre Landsleute auf dem Spielfeld deutlich bevorteilten.

## Medaillengewinner
| Disziplin        | Gold | Silber | Bronze |
| ---------------- | --- | --- | --- |
| Herreneinzel     | Taufik Hidayat | Lee Hyun-il | Hendrawan |
| Herreneinzel     | Taufik Hidayat | Lee Hyun-il | Shon Seung-mo |
| Dameneinzel      | Zhou Mi | Gong Ruina | Wang Chen |
| Dameneinzel      | Zhou Mi | Gong Ruina | Kim Kyeung-ran |
| Herrendoppel     | Lee Dong-soo Yoo Yong-sung | Pramote Teerawiwatana Tesana Panvisavas | Chan Chong Ming Chew Choon Eng |
| Herrendoppel     | Lee Dong-soo Yoo Yong-sung | Pramote Teerawiwatana Tesana Panvisavas | Halim Haryanto Tri Kusharyanto |
| Damendoppel      | Ra Kyung-min Lee Kyung-won | Gao Ling Huang Sui | Yang Wei Huang Nanyan |
| Damendoppel      | Ra Kyung-min Lee Kyung-won | Gao Ling Huang Sui | Lee Hyo-jung Hwang Yu-mi |
| Mixed            | Kim Dong-moon Ra Kyung-min | Khunakorn Sudhisodhi Saralee Thungthongkam | Chen Qiqiu Zhang Jiewen |
| Mixed            | Kim Dong-moon Ra Kyung-min | Khunakorn Sudhisodhi Saralee Thungthongkam | Nova Widianto Vita Marissa |
| Herrenmannschaft | Südkorea Shon Seung-mo Lee Hyun-il Ha Tae-kwon Lee Jae-jin Lee Dong-soo Yoo Yong-sung Jang Young-soo Kim Dong-moon Park Tae-sang Yim Bang-eun | Indonesien Taufik Hidayat Rony Agustinus Candra Wijaya Sigit Budiarto Halim Haryanto Tri Kusharyanto Hendrawan Bambang Suprianto Nova Widianto Marleve Mainaky | China Lin Dan Xia Xuanze Chen Hong Liu Yong Zhang Jun Zhang Wei Chen Qiqiu Wang Wei Bao Chunlai                                                                       |
| Herrenmannschaft | Südkorea Shon Seung-mo Lee Hyun-il Ha Tae-kwon Lee Jae-jin Lee Dong-soo Yoo Yong-sung Jang Young-soo Kim Dong-moon Park Tae-sang Yim Bang-eun | Indonesien Taufik Hidayat Rony Agustinus Candra Wijaya Sigit Budiarto Halim Haryanto Tri Kusharyanto Hendrawan Bambang Suprianto Nova Widianto Marleve Mainaky | Malaysia Wong Choong Hann Lee Tsuen Seng Chan Chong Ming Chew Choon Eng Chang Kim Wai Ong Ewe Hock Muhammad Hafiz Hashim Choong Tan Fook James Chua Zakry Abdul Latif |
| Damenmannschaft  | China Zhou Mi Gong Ruina Yang Wei Huang Nanyan Gao Ling Huang Sui Dai Yun Zhang Jiewen Wei Yili Zhang Ning                                    | Südkorea Kim Kyeung-ran Jun Jae-youn Lee Kyung-won Ra Kyung-min Lee Hyo-jung Hwang Yu-mi Kwon Hee-sook Bae Seung-hee Lee Hae-young Shin Ja-young               | Hongkong Wang Chen Ling Wan Ting Louisa Koon Wai Chee Li Wing Mui Siu Ching Man                                                                                       |
| Damenmannschaft  | China Zhou Mi Gong Ruina Yang Wei Huang Nanyan Gao Ling Huang Sui Dai Yun Zhang Jiewen Wei Yili Zhang Ning                                    | Südkorea Kim Kyeung-ran Jun Jae-youn Lee Kyung-won Ra Kyung-min Lee Hyo-jung Hwang Yu-mi Kwon Hee-sook Bae Seung-hee Lee Hae-young Shin Ja-young               | Thailand Sujitra Ekmongkolpaisarn Salakjit Ponsana Sathinee Chankrachangwong Saralee Thungthongkam                                                                    |

## Medaillenspiegel
| Platz | Land       | Gold | Silber | Bronze | Gesamt |
| ----- | ---------- | ---- | ------ | ------ | ------ |
| 1     | Südkorea   | 4    | 2      | 3      | 9      |
| 2     | China      | 2    | 2      | 3      | 7      |
| 3     | Indonesien | 1    | 1      | 3      | 5      |
| 4     | Thailand   | 0    | 2      | 1      | 3      |
| 5     | Hongkong   | 0    | 0      | 2      | 2      |
| 5     | Malaysia   | 0    | 0      | 2      | 2      |